# Grub (Bad Weißenstadt)

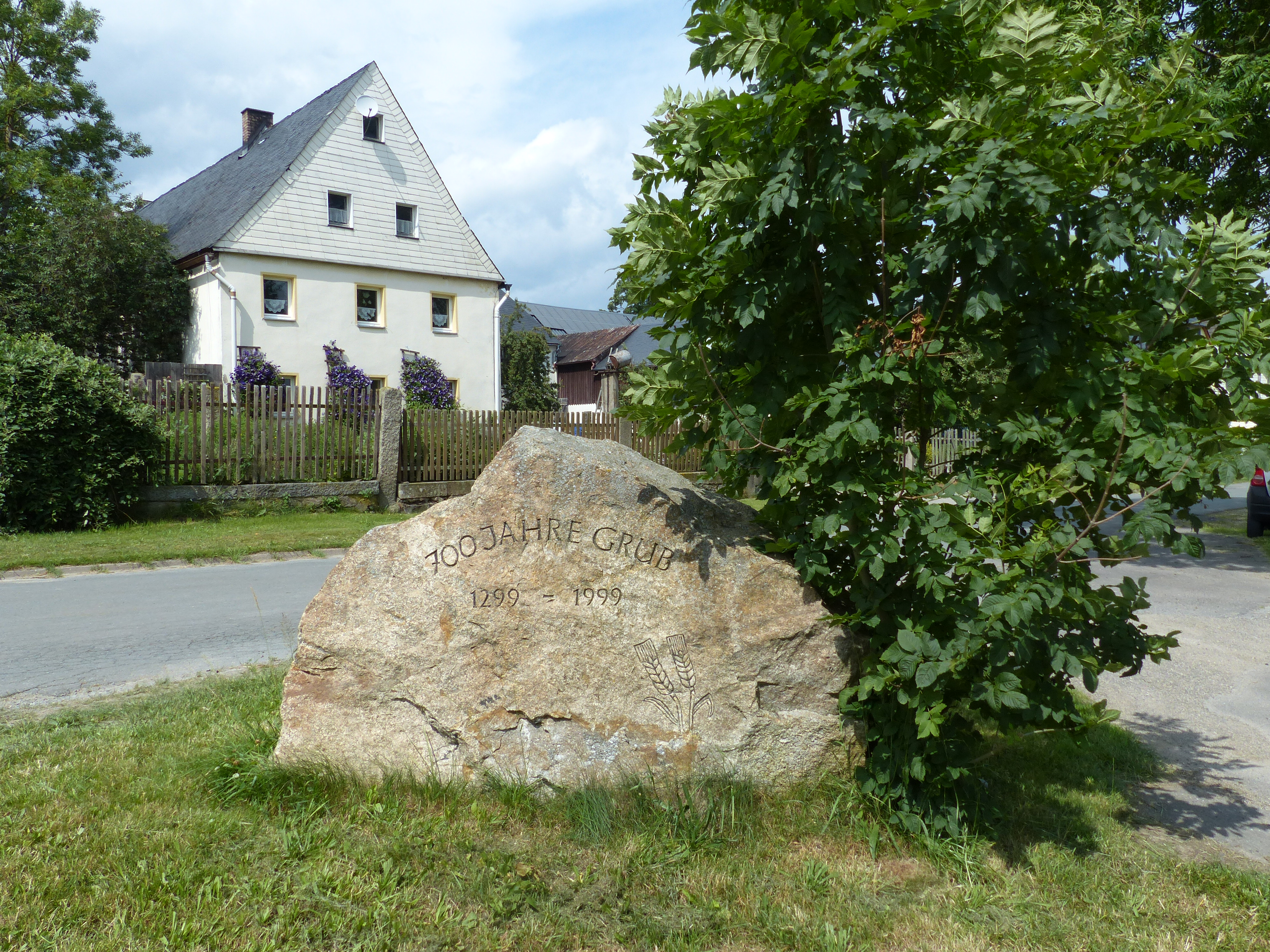
Dorfanger mit Gedenkstein

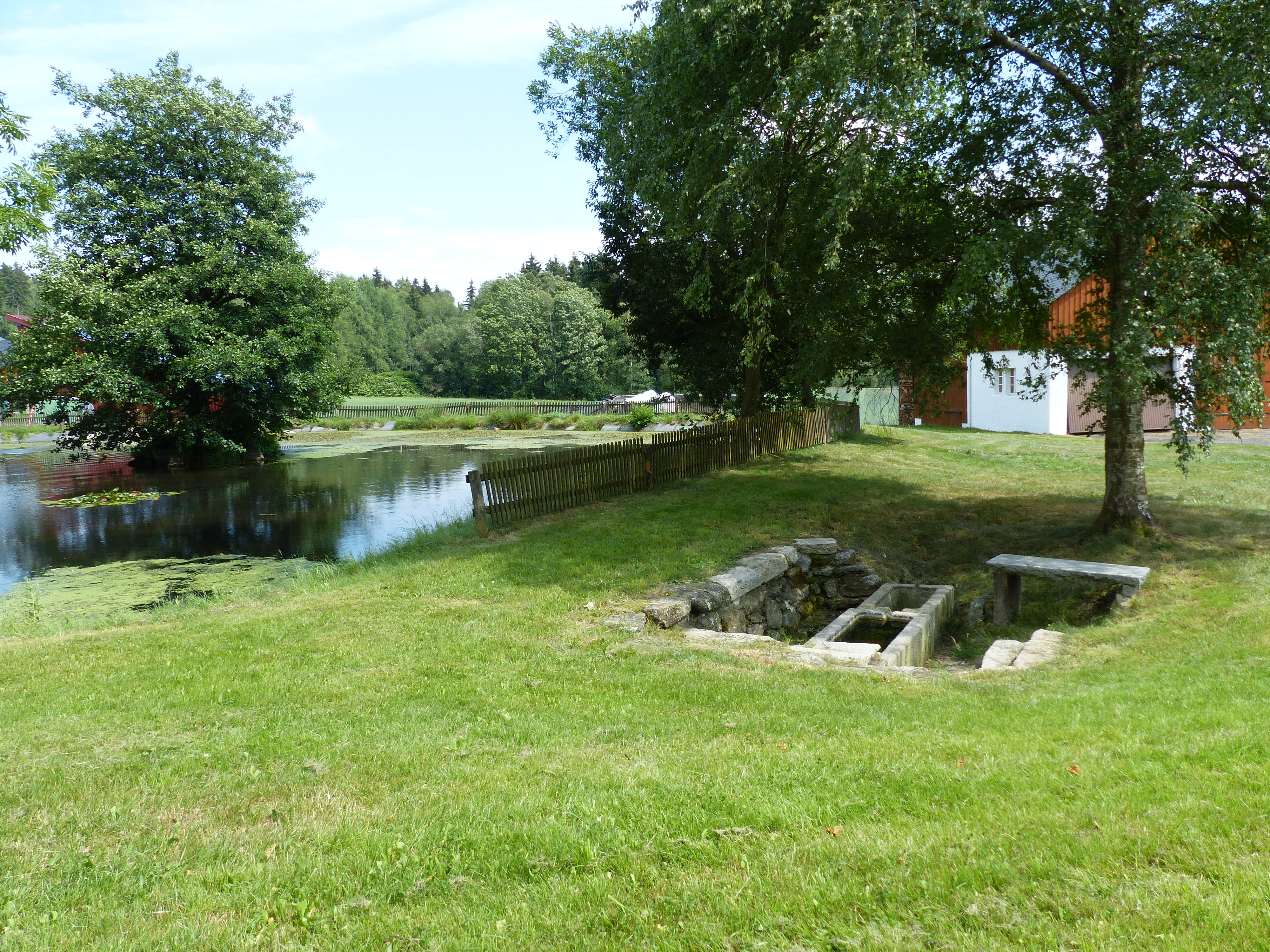
Brunnentröge und Waschbank

Grub ([ɡʁuːp] ⓘ) ist ein Gemeindeteil der Stadt Bad Weißenstadt im oberfränkischen Landkreis Wunsiedel im Fichtelgebirge in Bayern.
Das Dorf Grub liegt hinter Lehsten an einer Abzweigung der Kreisstraße WUN 1 zwischen Bad Weißenstadt und Kleinschloppen. Der Lehstenbach fließt durch den Ort. Baudenkmäler sind Brunnentröge, eine Waschbank auf dem Dorfanger und eine ehemalige Milchgrubenkolonie.
Der Ort wurde 1299 erstmals beim Verkauf an das Kloster Waldsassen urkundlich erwähnt. Er ist als Rundling angelegt mit Dorfanger und Dorfweiher. In der Nähe befanden sich Seifen zur Zinngewinnung. Eine Kapelle verfiel im Zuge der Reformation. Im Dreißigjährigen Krieg wurde der Ort stark verwüstet. 1787 wurden ein Hirtenhaus und ein Trüpfhaus genannt.